# Nation micmaque de Gespeg
La Nation micmacque de Gespeg, dont le nom officiel est La Nation Micmac de Gespeg, est une Première Nation micmacque au Québec au Canada. La bande est basée dans le secteur de Fontenelle de Gaspé sur la péninsule gaspésienne et elle n'a aucune réserve. Elle est dirigée par un conseil de bande et est affiliée au Secrétariat Mi'gmawei Mawiomi.

## Démographie
Les membres de la Nation de Gespeg sont des Micmacs. En novembre 2022, la bande a une population inscrite totale de 1 623 membres.

## Géographie
La Nation micmacque de Gespeg n'a pas de réserve indienne. Le conseil de bande est basé dans le secteur de Fontenelle de la ville de Gaspé en Gaspésie au Québec.

## Gouvernement
La Nation micmacque de Gespeg est gouvernée par un conseil de bande élu selon un système électoral selon la coutume basé sur la section 10 de la Loi sur les indiens. Pour le mandat de 2020 à 2024, ce conseil est composé du chef Terry Shaw et de huit conseillers, à la suite du mandat de Manon Jeannotte. La bande fait partie du conseil tribal du Secrétariat Mi'gmawei Mawiomi qui rassemble les trois nations micmacques du Québec.